# はあとシグナル
『はあとシグナル』（はあとシグナル）は、八木ちあきによる日本の漫画作品。
『なかよし』（講談社）にて、1987年1月号から8月号まで連載された。単行本は全2巻。

## 書誌情報
- 八木ちあき『はあとシグナル』講談社〈講談社コミックスなかよし〉、全2巻
  1. 1987年8月6日発行[1]、ISBN 4-06-178583-4
    - 併録「ふたりのシグナル」

  2. 1988年2月6日発行[2]、ISBN 4-06-178600-8
    - 併録「スイートすまいる」